# 小行星列表/191401-191500
| 名稱                  | 臨時編號   | 發現日期       | 發現地點     | 發現者                         |
| --------------------- | ---------- | -------------- | ------------ | ------------------------------ |
| 小行星191401          | 2003 SZ73  | 2003年9月18日  | 基特峰       | 太空监视                       |
| 小行星191402          | 2003 SM76  | 2003年9月18日  | 基特峰       | 太空监视                       |
| 小行星191403          | 2003 SB78  | 2003年9月19日  | 基特峰       | 太空监视                       |
| 小行星191404          | 2003 SZ79  | 2003年9月19日  | 基特峰       | 太空监视                       |
| 小行星191405          | 2003 SZ81  | 2003年9月17日  | 基特峰       | 太空监视                       |
| 小行星191406          | 2003 SD82  | 2003年9月17日  | 基特峰       | 太空监视                       |
| 小行星191407          | 2003 SJ86  | 2003年9月16日  | 帕洛马山     | 近地小行星追踪                 |
| 小行星191408          | 2003 SP86  | 2003年9月16日  | 帕洛马山     | 近地小行星追踪                 |
| 小行星191409          | 2003 SJ88  | 2003年9月18日  | 帝王台       | 帝王台近地天體巡天             |
| 小行星191410          | 2003 SS92  | 2003年9月18日  | 基特峰       | 太空监视                       |
| 小行星191411          | 2003 SW93  | 2003年9月18日  | 基特峰       | 太空监视                       |
| 小行星191412          | 2003 SX103 | 2003年9月20日  | 索科罗       | 林肯近地小行星研究小组         |
| 小行星191413          | 2003 SQ104 | 2003年9月20日  | 索科罗       | 林肯近地小行星研究小组         |
| 小行星191414          | 2003 SW109 | 2003年9月20日  | 基特峰       | 太空监视                       |
| 小行星191415          | 2003 SA110 | 2003年9月20日  | 帕洛马山     | 近地小行星追踪                 |
| 小行星191416          | 2003 SZ119 | 2003年9月17日  | 基特峰       | 太空监视                       |
| 小行星191417          | 2003 SU137 | 2003年9月21日  | 帝王台       | 帝王台近地天體巡天             |
| 小行星191418          | 2003 SW138 | 2003年9月20日  | 帕洛马山     | 近地小行星追踪                 |
| 小行星191419          | 2003 SZ138 | 2003年9月21日  | 索科罗       | 林肯近地小行星研究小组         |
| 小行星191420          | 2003 SN139 | 2003年9月18日  | 索科罗       | 林肯近地小行星研究小组         |
| 小行星191421          | 2003 SM146 | 2003年9月20日  | 帕洛马山     | 近地小行星追踪                 |
| 小行星191422          | 2003 SW146 | 2003年9月20日  | 帕洛马山     | 近地小行星追踪                 |
| 小行星191423          | 2003 SX146 | 2003年9月20日  | 帕洛马山     | 近地小行星追踪                 |
| 小行星191424          | 2003 SA147 | 2003年9月20日  | 帕洛马山     | 近地小行星追踪                 |
| 小行星191425          | 2003 SO148 | 2003年9月16日  | 基特峰       | 太空监视                       |
| 小行星191426          | 2003 SR149 | 2003年9月17日  | 索科罗       | 林肯近地小行星研究小组         |
| 小行星191427          | 2003 SC154 | 2003年9月19日  | 可可尼诺县   | 洛厄尔天文台近地小行星搜寻计划 |
| 小行星191428          | 2003 SC155 | 2003年9月19日  | 可可尼诺县   | 洛厄尔天文台近地小行星搜寻计划 |
| 小行星191429          | 2003 SL157 | 2003年9月19日  | 可可尼诺县   | 洛厄尔天文台近地小行星搜寻计划 |
| 小行星191430          | 2003 SH159 | 2003年9月21日  | 索科罗       | 林肯近地小行星研究小组         |
| 小行星191431          | 2003 SZ159 | 2003年9月20日  | 帕洛马山     | 近地小行星追踪                 |
| 小行星191432          | 2003 SJ163 | 2003年9月19日  | 基特峰       | 太空监视                       |
| 小行星191433          | 2003 SW168 | 2003年9月23日  | 海勒卡拉     | 近地小行星追踪                 |
| 小行星191434          | 2003 SZ172 | 2003年9月18日  | 索科罗       | 林肯近地小行星研究小组         |
| 小行星191435          | 2003 SX175 | 2003年9月18日  | 帕洛马山     | 近地小行星追踪                 |
| 小行星191436          | 2003 SD177 | 2003年9月18日  | 帕洛马山     | 近地小行星追踪                 |
| 小行星191437          | 2003 SR177 | 2003年9月18日  | 帕洛马山     | 近地小行星追踪                 |
| 小行星191438          | 2003 SP178 | 2003年9月19日  | 索科罗       | 林肯近地小行星研究小组         |
| 小行星191439          | 2003 SE182 | 2003年9月20日  | 索科罗       | 林肯近地小行星研究小组         |
| 小行星191440          | 2003 SO182 | 2003年9月20日  | 帝王台       | 帝王台近地天體巡天             |
| 小行星191441          | 2003 ST185 | 2003年9月22日  | 可可尼诺县   | 洛厄尔天文台近地小行星搜寻计划 |
| 小行星191442          | 2003 SG189 | 2003年9月22日  | 可可尼诺县   | 洛厄尔天文台近地小行星搜寻计划 |
| 小行星191443          | 2003 SG192 | 2003年9月20日  | 帝王台       | 帝王台近地天體巡天             |
| 小行星191444          | 2003 SV193 | 2003年9月20日  | 索科罗       | 林肯近地小行星研究小组         |
| 小行星191445          | 2003 SG194 | 2003年9月20日  | 可可尼诺县   | 洛厄尔天文台近地小行星搜寻计划 |
| 小行星191446          | 2003 SK199 | 2003年9月21日  | 可可尼诺县   | 洛厄尔天文台近地小行星搜寻计划 |
| 小行星191447          | 2003 SV201 | 2003年9月26日  | 本森         | 杨光宇                         |
| 小行星191448          | 2003 SC203 | 2003年9月22日  | 可可尼诺县   | 洛厄尔天文台近地小行星搜寻计划 |
| 小行星191449          | 2003 ST208 | 2003年9月23日  | 帕洛马山     | 近地小行星追踪                 |
| 小行星191450          | 2003 SU210 | 2003年9月23日  | 帕洛马山     | 近地小行星追踪                 |
| 小行星191451          | 2003 SD212 | 2003年9月25日  | 帕洛马山     | 近地小行星追踪                 |
| 小行星191452          | 2003 SL216 | 2003年9月26日  | 索科罗       | 林肯近地小行星研究小组         |
| 小行星191453          | 2003 SZ217 | 2003年9月27日  | 本森         | 杨光宇                         |
| 小行星191454          | 2003 SD221 | 2003年9月28日  | 索科罗       | 林肯近地小行星研究小组         |
| 小行星191455          | 2003 ST225 | 2003年9月26日  | 索科罗       | 林肯近地小行星研究小组         |
| 小行星191456          | 2003 SR226 | 2003年9月26日  | 索科罗       | 林肯近地小行星研究小组         |
| 小行星191457          | 2003 ST231 | 2003年9月24日  | 帕洛马山     | 近地小行星追踪                 |
| 小行星191458          | 2003 SS236 | 2003年9月26日  | 索科罗       | 林肯近地小行星研究小组         |
| 小行星191459          | 2003 SL254 | 2003年9月27日  | 基特峰       | 太空监视                       |
| 小行星191460          | 2003 SE258 | 2003年9月28日  | 基特峰       | 太空监视                       |
| 小行星191461          | 2003 SD266 | 2003年9月29日  | 索科罗       | 林肯近地小行星研究小组         |
| 小行星191462          | 2003 SF266 | 2003年9月29日  | 索科罗       | 林肯近地小行星研究小组         |
| 小行星191463          | 2003 SJ266 | 2003年9月29日  | 索科罗       | 林肯近地小行星研究小组         |
| 小行星191464          | 2003 SL269 | 2003年9月26日  | 图森         | R. A. Tucker                   |
| 小行星191465          | 2003 SY269 | 2003年9月24日  | 海勒卡拉     | 近地小行星追踪                 |
| 小行星191466          | 2003 SB273 | 2003年9月27日  | 索科罗       | 林肯近地小行星研究小组         |
| 小行星191467          | 2003 SD280 | 2003年9月18日  | 帕洛马山     | 近地小行星追踪                 |
| 小行星191468          | 2003 SB282 | 2003年9月19日  | 索科罗       | 林肯近地小行星研究小组         |
| 小行星191469          | 2003 SL286 | 2003年9月21日  | 帕洛马山     | 近地小行星追踪                 |
| 小行星191470          | 2003 SM286 | 2003年9月21日  | 帕洛马山     | 近地小行星追踪                 |
| 小行星191471          | 2003 SE289 | 2003年9月28日  | 索科罗       | 林肯近地小行星研究小组         |
| 小行星191472          | 2003 ST291 | 2003年9月30日  | 索科罗       | 林肯近地小行星研究小组         |
| 小行星191473          | 2003 SL292 | 2003年9月25日  | 帕洛马山     | 近地小行星追踪                 |
| 小行星191474          | 2003 SO292 | 2003年9月25日  | 帕洛马山     | 近地小行星追踪                 |
| 小行星191475          | 2003 SU292 | 2003年9月26日  | 索科罗       | 林肯近地小行星研究小组         |
| 小行星191476          | 2003 SX296 | 2003年9月16日  | 帕洛马山     | 近地小行星追踪                 |
| 小行星191477          | 2003 SE297 | 2003年9月18日  | 海勒卡拉     | 近地小行星追踪                 |
| 小行星191478          | 2003 SP303 | 2003年9月17日  | 帕洛马山     | 近地小行星追踪                 |
| 小行星191479          | 2003 SR308 | 2003年9月29日  | 可可尼诺县   | 洛厄尔天文台近地小行星搜寻计划 |
| 小行星191480          | 2003 SR310 | 2003年9月28日  | 海勒卡拉     | 近地小行星追踪                 |
| 小行星191481          | 2003 SH312 | 2003年9月26日  | 图森         | R. A. Tucker                   |
| 小行星191482          | 2003 SJ312 | 2003年9月27日  | 图森         | R. A. Tucker                   |
| 小行星191483          | 2003 SH319 | 2003年9月21日  | 可可尼诺县   | 洛厄尔天文台近地小行星搜寻计划 |
| 小行星191484          | 2003 TA1   | 2003年10月3日  | Kingsnake    | J. V. McClusky                 |
| 小行星191485          | 2003 TO2   | 2003年10月7日  | 圣贝纳迪诺县 | J. W. Young                    |
| 小行星191486          | 2003 TL7   | 2003年10月1日  | 可可尼诺县   | 洛厄尔天文台近地小行星搜寻计划 |
| 小行星191487          | 2003 TM7   | 2003年10月1日  | 可可尼诺县   | 洛厄尔天文台近地小行星搜寻计划 |
| 小行星191488          | 2003 TN15  | 2003年10月15日 | 可可尼诺县   | 洛厄尔天文台近地小行星搜寻计划 |
| 小行星191489          | 2003 TW16  | 2003年10月14日 | 可可尼诺县   | 洛厄尔天文台近地小行星搜寻计划 |
| 小行星191490          | 2003 TQ20  | 2003年10月15日 | 帕洛马山     | 近地小行星追踪                 |
| 小行星191491          | 2003 TF21  | 2003年10月15日 | 可可尼诺县   | 洛厄尔天文台近地小行星搜寻计划 |
| 小行星191492          | 2003 TH57  | 2003年10月5日  | 索科罗       | 林肯近地小行星研究小组         |
| 小行星191493          | 2003 TT57  | 2003年10月14日 | 帕洛马山     | 近地小行星追踪                 |
| 小行星191494Berndkoch | 2003 UE5   | 2003年10月16日 | Mülheim-Ruhr | Mülheim-Ruhr                   |
| 小行星191495          | 2003 UN11  | 2003年10月20日 | 索科罗       | 林肯近地小行星研究小组         |
| 小行星191496          | 2003 UU21  | 2003年10月21日 | Kingsnake    | J. V. McClusky                 |
| 小行星191497          | 2003 UL27  | 2003年10月23日 | 图森         | R. A. Tucker                   |
| 小行星191498          | 2003 UB37  | 2003年10月16日 | 帕洛马山     | 近地小行星追踪                 |
| 小行星191499          | 2003 UA41  | 2003年10月16日 | 可可尼诺县   | 洛厄尔天文台近地小行星搜寻计划 |
| 小行星191500          | 2003 UR47  | 2003年10月24日 | 海勒卡拉     | 近地小行星追踪                 |